# Wigfried
Wigfried (Wicfrid, Wigfrid, Wilgfrid, Wilfrid, Wikfried) (* unbekannt; † 31. August 983) war Bischof von Verdun von 959 (oder 962?) bis 983.
In der Verduner Bischofschronik wird er als Deutscher bairischer Herkunft bezeichnet, doch ist damit schwer zu vereinbaren, dass er mit mehreren lothringischen Edlen in naher Verwandtschaft steht. So nennt er die Grafen Leuthard, Rucwin und Richer seine Neffen, und als seine Nichte wird Godila angeführt, die den sächsischen Grafen Liuthar heiratete. Die Namen weisen ebenso wie sein eigener und der Umstand, dass er im Gebiet von Verdun reich begütert ist, auf lothringische Abstammung hin. In anderen Quellen wird er als Sohn des Herzogs Eberhard von Bayern und dessen Frau Luitgart von Lothringen-Verdun bezeichnet.
Seine Ausbildung erhielt er in Köln, wo er die Leitung und das Vertrauen des Erzbischofs Brun genoss. Zu seinen Mitschülern zählten die späteren Bischöfe Dietrich von Metz, Gerhard von Toul und Ebrachar von Lüttich. Gleich diesen verdankt auch er dem großen Lehrer Brun die bischöfliche Würde. Noch zu Lebzeiten des am 12. August 959 verstorbenen Bischofs Berengar, wahrscheinlich im Jahr 958, erfolgte seine Erhebung zum Bischof von Verdun, wohl auch dadurch veranlasst, dass Berengar sich mit der damals dem deutschen Königshaus nahestehenden karolingischen Partei verfeindet hatte. 
Wigfried erwies sich auch fortan als eine treue Stütze der von Brun geleiteten deutschen Politik in Lothringen und Frankreich. Im Auftrag des Kölner Erzbischofs beteiligte er sich an der im Jahr 962 im Gau von Meaux abgehaltenen Synode, welche sich mit der Besetzung des Reimser Erzstuhles zu beschäftigen hatte, und wenig später an der Weihe des von dem karolingischen und dem deutschen Königshaus begünstigten Erzbischofs Odelrich. Im Juni 965 war er mit den andern lothringischen Bischöfen auf dem Hoftag zu Köln anwesend und begleitete danach den Erzbischof Brun auf seiner zur Schlichtung der französischen Angelegenheiten unternommenen Reise nach Compiègne. Auf der Heimfahrt war er mit Dietrich von Metz Zeuge der letzten Stunden seines Gönners, der am 11. Oktober 965 starb und dessen Leiche er zur Bestattung nach Köln geleitete. Im Jahr 967 begab er sich mit dem jungen König Otto II. nach Italien und nahm an der großen römischen Synode, welche über die Errichtung des Magdeburger Erzbistums verhandelte, teil.
Nach der Heimkehr scheint er sich vorwiegend der Fürsorge für sein Bistum gewidmet zu haben. Er durchzog seinen Sprengel, obwohl seine Gesundheit sich verschlechtert hatte und Beschwerden des Alters sich bemerkbar machten. Nicht minder war er bemüht, das klösterliche Leben, das gerade in seiner Diözese erst spät wieder erwacht war, kräftig zu fördern. Bei der Beschäftigung mit der Geschichte seines Bistums war er auf die Verdienste eines seiner Vorgänger aufmerksam geworden, des am 8. Februar 648 gestorbenen hl. Paulus, zu dessen Ehren er ein Kloster zu stiften beschloss. 
Während seines Italienaufenthaltes erhielt er für seinen Plan die Billigung des Kaisers und des Papstes und erwarb mit des letzteren und des Bischofs Dietrich von Metz Unterstützung wertvolle Reliquien. Nachdem er am 6. August 972 mit Gerhard von Toul der Weihe zweier Altäre in Metz assistiert und Mitte September sich auf der Synode zu Ingelheim eingefunden hatte, konnte er am 10. April 973 in Gegenwart des Metzer Bischofs die Gründung des neuen Klosters, zu dessen Abt er den Blicher bestellte und das er mit reichem Besitz ausstattete, beurkunden. Auch dem von seinem Vorgänger dem mönchischen Leben wieder zurückgegebenen Kloster S. Vanne erwies er sich durch Güterschenkungen von bedeutendem Umfange günstig, welche das von Berengar begonnene Reformwerk erst sicherstellten. 
Der von ihm herbeigeführte Aufschwung des kirchlichen Lebens gab ihm Gelegenheit, seinen Kunstsinn zu betätigen, indem er für eine kostbare Ausschmückung der bischöflichen Kirche und der des Paulsklosters sorgte. Auch seine literarische Bildung scheint nicht unbedeutend gewesen zu sein. Zwar können zwei Briefe (D’Achery Spicilegium 12, 349 u. 356), die in dieser Hinsicht angeführt werden, nicht an ihn gerichtet sein, aber man kann in diesem Betracht an seine geschichtlichen Studien und an die sorgfältige stilistische Behandlung der von ihm ausgestellten Urkunden erinnern, in denen Anklänge an Horaz zu finden sind. 
Von seinem politischen Verhalten haben wir nach dem Jahr 972 keine Kunde mehr. Da Graf Gottfried von Verdun dem deutschen Kaiserhause treu ergeben war und dessen Bruder Adalbero den erzbischöflichen Stuhl von Reims innehatte, war für Wigfried zunächst kein Anlass geboten, sich in dieser Hinsicht besonders hervorzutun. Immerhin war er im Jahr 980 bei den Verhandlungen anwesend, welche zu dem Friedensschluss zwischen Otto II. und Lothar führten. Noch bevor die schlimmen Wirren nach dem Tod Ottos II. ausbrachen, in denen Verdun so schwer in Bedrängnis geriet, ist Wigfried am 31. August 983 gestorben. Er wurde in der Paulskirche beigesetzt.